# John Atta Mills
John Atta Mills, celým jménem John Evans Fiifi Atta Mills (21. července 1944 Tarkwa, Zlatonosné pobřeží, nyní Ghana – 24. července 2012 Accra, Ghana) byl ghanský politik. Studoval v Ghaně a v Londýně. V letech 1997–2001 zastával funkci viceprezidenta Ghany a od roku 2009 až do své smrti byl jejím prezidentem. Ve funkci ho nahradil viceprezident John Dramani Mahama. Byl rovněž univerzitním profesorem.